# Пам'ятник Слави (Севастополь)
Пам'ятник Слави — пам'ятник на березі Стрілецької бухти споруджений на честь моряків загону охорони водного району (ОВР) який базувався в бухті в 1941—1942 роках.
Пам'ятник має вигляд обеліска у формі зрізаної піраміди яка стоїть на триступінчастій основі. Зверху обеліска п'ятипроменева зірка у вінку Слави. На меморіальних дошках пам'ятника написані імена загиблих моряків ОВР. На фронтальному боці чавунний барельєф Героя Радянського Союзу Івана Голубця та короткий опис його подвига.